# ツィスタラキス・モスク
ツィスタラキス・モスク（ギリシア語: Τζαμί Τζισταράκη，英語: Tzistarakis Mosque）はギリシャのアテネにあるモスク。現在はギリシャ郷土芸術博物館（Museum of Greek Folk Art）の建物として使われている。
ツィスタラキス・モスクは1759年にオスマン帝国のアテネ知事ムスタファ・アガ・ツィスタラキス（Mustapha Agha Tzistarakis）によって建てられた。ツィスタラキスはモスク建設時にゼウス神殿や隣接するハドリアヌスの図書館の大理石の円柱を建築材料として流用したとされる。文献により諸説あるが、その年の後半に猛威を振るったペストの流行を引き起こした禍を招いたとの批判から、あるいはオスマン帝国皇帝の許可なく古代の建造物を破壊した規則違反に対する重い罰金刑を受けたため、ツィスタラキスは失脚したといわれている。
ギリシャ独立戦争時には自治体の議事堂として使われ、ギリシャ独立後には兵営、監獄、倉庫などと様々な用途に使われた。1915年に一部が改築された後、1918年から1973年までギリシャ工芸博物館として使われることになった。1973年に（当時はギリシャ郷土芸術博物館と呼ばれていた博物館が）移転した後は、モスクの建物は博物館の分館として使われることになった。

## 現地へのアクセス
- アテネ地下鉄 モナスティラキ駅前